# Aktiv transport
Se aktivt resande för transport som ger motion.
Aktiv transport är tillsammans med passiv transport (diffusion) de två huvudsakliga sätt som celltransport sker på. Medan den passiva transporten inte kräver någon energi är en förutsättning för att den aktiva transporten skall fungera att energi används. Anledningen till detta är att aktiv transport till skillnad från passiv utför ett arbete.
Ofta används ATP som källa till denna energi, och utgör således ett exempel på varför energi krävs för cellernas funktioner. Den aktiva transporten för ämnen mot dess koncentrationsgradient vilket gör att den inre koncentrationen av en molekyl kan skilja sig från den yttre. Ett exempel på detta är djurs nivåer av kalium som är mycket högre i cellerna än utanför, medan natrium har en mycket högre nivå utanför cellen än i den. Detta åstadkoms genom att pumpa ut natriumet och pumpa in kaliumet. För att detta skall fungera krävs utöver ATP ett integralt membranprotein.